# Cordit
Cordit er en familie af røgfrie drivmidler udviklet og produceret i Storbritannien siden 1889 som erstatning for sortkrudt som et drivmiddel til skydevåben. Ligesom moderne krudt er cordit klassificeret som et lavt eksplosivt stof på grund af dets langsomme forbrændingshastigheder og dermed lave brisans.[kilde mangler] Disse producerer en subsonisk deflagrationsbølge snarere end den supersoniske detonationsbølge produceret af brisante sprængstoffer eller højeksplosiver.[kilde mangler] De varme gasser, der produceres ved afbrænding af krudt eller cordit, genererer tilstrækkeligt tryk til at drive en kugle eller granat til målet, men ikke så hurtigt, at det regelmæssigt ødelægger løbet.[kilde mangler]
Cordit blev oprindeligt brugt i .303 British, Mark I og II, standard riffelpatron mellem 1891 og 1915.[kilde mangler] Mangel på cordit under 1. verdenskrig førte til oprettelsen af "Devil's Porridge" ammunitionsfabrik (HM Factory, Gretna) på den engelsk-skotske grænse, som producerede omkring 800 tons cordit om ugen. Storbritannien importerede også nogle røgfrie pulvere udviklet i USA til brug i riffelpatroner. Cordit blev også brugt til store våben, såsom kampvognskanoner, artilleri og flådevåben. Det er hovedsageligt blevet brugt til dette formål siden slutningen af det 19. århundrede af Storbritannien og Commonwealth- landene. Dens anvendelse blev videreudviklet før Anden Verdenskrig, og som 2-og-3-tommmer UP-missiler til affyring som antiluftskyts. Små cordit raketladninger blev også udviklet til ejektorsæder lavet af Martin-Baker Company. Cordit blev også brugt i detonationssystemet til Little Boy-atombomben , der blev kastet over Hiroshima i august 1945.
Udtrykket "cordit" forsvandt generelt fra officielle publikationer mellem krigene. Under Anden Verdenskrig blev dobbelt-base drivmidler meget udbredt, og der var en vis brug af triple-base drivmidler af artilleri. Triple-base drivmidler blev brugt i efterkrigstidens ammunitionsdesign og forbliver i produktion til britiske våben; de fleste dobbeltbase drivmidler forlod tjenesten, da Anden Verdenskrigs lagre blev brugt efter krigen. For håndvåben er det blevet erstattet af andre drivmidler, såsom Improved Military Rifle (IMR) linjen af ekstruderet pulver eller WC844 kugledrivmidlet, der i øjeblikket er i brug i 5,56×45 mm NATO. Produktionen ophørte i Storbritannien omkring slutningen af det 20. århundrede, med lukningen af den sidste af Anden Verdenskrigs cordit-fabrikker, ROF Bishopton. Triple-base drivmiddel til Storbritannien (for eksempel 105 mm L118 Light Gun) er nu fremstillet i Tyskland.

## Adoptering af røgfrit pulver af den britiske regering

### Erstatninger til sort krudt
Sortkrudt, en eksplosiv blanding af svovl, trækul og kaliumnitrat (også kendt som salpeter), var det originale drivmiddel, der blev brugt i skydevåben og fyrværkeri. Det blev brugt fra omkring det 10. eller 11. århundrede og frem, men det havde ulemper, herunder den store mængde røg, det producerede. Med 19. århundredes udvikling af forskellige "nitrosprængstoffer", baseret på reaktionen af salpetersyreblandinger på materialer som cellulose og glycerin, begyndte en søgning efter en erstatning for krudt.

### Tidlige europæiske røgfri pulvere
Det første røgfri pulver blev udviklet i 1865 af Johann Edward Schultze. På tidspunktet for dette gennembrud var Schultze kaptajn for preussisk artilleri. Schultze steg til sidst til rang af oberst. Hans formulering var sammensat af nitrolignose afledt af nitrerede trækorn, imprægneret med salpeter eller bariumnitrat.
I 1882 introducerede Explosive Company of Stowmarket EC Powder, som indeholdt nitrocellulose og nitrater af kalium og barium i et korn, der var gelatineret med etheralkohol. Det havde grovere korn end andre nitrocellulosepulvere. Den viste sig uegnet til rifler, men den forblev i lang tid i brug til haglgeværer og blev senere brugt til granater og fragmenteringsbomber.
I 1884 producerede den franske kemiker Paul Vieille et røgfrit drivmiddel, der havde en vis succes. Det var lavet af kollodium (nitrocellulose opløst i ethanol og ether), hvilket resulterede i et plastisk kolloidt stof, som blev rullet til meget tynde plader, derefter tørret og skåret op i små flager. Det blev straks vedtaget af det franske militær for deres Mle 1886 infanteririffel og kaldt Poudre B (for poudre blanche eller hvidt pulver) for at skelne det fra sortkrudt. Riflen og patronen udviklet til at bruge dette pulver var kendt generisk som 8mm Lebel navngivet for officeren, der udviklede sin 8 mm fuldkappet kugle.
Året efter, 1887, opfandt og patenterede Alfred Nobel et røgfrit drivmiddel, som han kaldte Ballistit. Den var sammensat af 10% kamfer, 45% nitroglycerin og 45% collodion (nitrocellulose). Med tiden havde kamferen en tendens til at fordampe, hvilket efterlod et ustabilt sprængstof.

### Udvikling
En regeringskomité i Storbritannien, kendt som "Explosives Committee", ledet af Sir Frederick Abel, overvågede udenlandsk udvikling inden for sprængstoffer og indhentede prøver af Poudre B og Ballistit; ingen af disse røgfri pulvere blev anbefalet til vedtagelse af eksplosivkomitéen.[kilde mangler]
Abel, Sir James Dewar og W Kellner, som også var i udvalget, udviklede og patenterede i fællesskab (nr. 5.614 og 11.664 i navnene Abel og Dewar) i 1889 et nyt ballistitlignende drivmiddel bestående af (efter vægt) 58 % nitroglycerin, 37% skydebomuld (nitrocellulose) og 5% vaseline. Ved at bruge acetone som opløsningsmiddel blev det ekstruderet som spaghetti-lignende stænger, oprindeligt kaldet "cordpulver" eller "komiteens modifikation af Ballistit", men dette blev hurtigt forkortet til "Cordit".[kilde mangler]
Cordit begyndte som et dobbeltbaseret drivmiddel. I 1930'erne blev et trippelbaseret udviklet ved at inkludere en betydelig del af nitroguanidin. Det trippelbaserede drivmiddel reducerede ulemperne ved dobbeltbaseret drivmiddel - dets relativt høje temperatur og betydelige flash. Imperial Chemical Industries (ICI) 2-baserede AN- formulering, fra Anden Verdenskrig, havde også en meget lavere temperatur, men den manglede flashreduktionsegenskaberne for N- og NQ-trippelbaserede drivmidler.[kilde mangler]
Mens cordit er klassificeret som et eksplosivt stof, anvendes det ikke som et højeksplosivt stof. Den er designet til at deflagrere eller brænde for at producere højtryksgasser.[kilde mangler]

### Nobel og Abel patenttvist
Alfred Nobel sagsøgte Abel og Dewar for en påstået patentkrænkelse. Hans patent specificerede, at nitrocellulosen skulle være "af den velkendte opløselige slags". Efter at have tabt sagen, gik den til appelretten. Denne tvist nåede til sidst Overhuset i 1895, men den var endelig tabt, fordi ordene "af den velkendte opløselige slags" i hans patent blev anset for at betyde den opløselige kollodium, og derfor specifikt udelukkede den uopløselige skydebomuld. Den tvetydige sætning var "opløselig nitrocellulose": opløselig nitrocellulose var kendt som kollodium og var opløselig i alkohol. Det blev primært brugt til medicinsk og fotografisk brug. I modsætning hertil, uopløseligt i alkohol, var nitrocellulose kendt som skydebomuld og blev brugt som sprængstof. Nobels patent henviser til fremstilling af celluloid ved hjælp af kamfer og opløselig nitrocellulose; og dette blev antaget for at antyde, at Nobel specifikt skelnede mellem brugen af opløselig og uopløselig nitrocellulose. For en retsmedicinsk analyse af sagen se The History of Explosives Vol II; The Case for Cordite, John Williams (2014). Men i sin omfattende biografi fra 2019 om Alfred Nobel bemærker Ingrid Carlberg, hvor tæt Abel og Dewar fik lov til at følge Nobels arbejde i Paris, og hvor skuffet Nobel var over, hvordan denne tillid blev forrådt. Bogen argumenterer for Nobel som den oprindelige opfinder, og at sagen gik tabt på grund af en uvæsentlig teknikalitet.

## Formuleringer
Det blev hurtigt opdaget, at forbrændingshastigheden kunne varieres ved at ændre corditens overflade. Smalle stænger blev brugt i håndvåben og brændte relativt hurtigt, mens tykkere stænger ville brænde langsommere og blev brugt til længere løb, som dem der blev brugt i artilleri og flådevåben.[kilde mangler]

### Cordite (Mk I) og Cordite MD
Den originale Abel-Dewar-formulering blev hurtigt afløst, da den forårsagede overdreven slid af løbet. Det er siden blevet kendt som Cordite Mk I.[kilde mangler]
Sammensætningen af cordit blev ændret til 65 % skydebomuld, 30 % nitroglycerin (med 5 % vaseline beholdt) og 0,8 % acetone kort efter afslutningen af Anden Boerkrig. Dette var kendt som Cordite MD (modificeret).
Cordite MD-patroner vejede typisk ca. 15 % mere end de Cordite Mk I-patroner, de erstattede, for at opnå samme mundingshastighed på grund af Cordite MDs iboende mindre kraftfulde natur.

### Cordite RDB
Under Første Verdenskrig var acetone en mangelvare i Storbritannien, og en ny eksperimentel form blev udviklet til brug af Royal Navy. Dette var Cordite RDB (= Research Department formel B); som var 52 % kollodium, 42 % nitroglycerin og 6 % vaseline. Det blev produceret på HM Factory, Gretna; og Royal Navy Cordite Factory, Holton Heath.[kilde mangler]
Acetone til corditindustrien under 1. verdenskrig blev til sidst produceret gennem anstrengelser fra Dr. Chaim Weizmann, der anses for at være faderen til industriel fermentering. Da han var underviser ved Manchester University, opdagede Weizmann, hvordan man bruger bakteriel fermentering til at producere store mængder af mange ønskede stoffer. Han brugte bakterien Clostridium acetobutylicum (den såkaldte Weizmann-organisme) til at fremstille acetone. Weizmann overdrog rettighederne til fremstilling af acetone til Commercial Solvents Corporation i bytte for royalties.[kilde mangler]
Det blev senere opdaget at Cordite RDB blev ustabil, hvis den blev opbevaret for længe.[kilde mangler]

### Cordite SC
Forskningen i opløsningsmiddelfri Cordite RDB teknologisk meget lig ballistit fortsatte primært med tilsætning af stabilisatorer, som var baseret på tysk RP C/12 drivmiddel med betydelige mængder centralit (kaldet "carbamite" i britisk sprogbrug) og førte til den type, der almindeligvis brugt i Anden Verdenskrig som det vigtigste drivmiddel for flåden. I Storbritannien var dette kendt som Cordite SC (= Solventless Cordite), og det krævede produktionsfaciliteter adskilt fra klassisk cordit.
Cordite SC blev produceret i forskellige former og størrelser, så den særlige geometri af Cordite SC blev angivet ved brug af bogstaver eller tal, eller begge, efter SC. For eksempel var SC efterfulgt af et tal var en stangformet snor, hvor tallet repræsenterer diameteren i tusindedele af en tommer. "SC T" efterfulgt af to sæt tal angiver et rørformet drivmiddel, hvor tallene repræsenterer de to diametre i tusindedele af en tommer.[kilde mangler]
To-tommer (ca. 50 mm) og tre tommer (ca. 75 mm) diameter blev raket Cordite SC ladninger udviklet i stor hemmelighed før Anden Verdenskrig til luftværnsformål - de såkaldte Z-batterier, ved hjælp af ' Uroterede projektiler '.
Storbritannien skiftede til metriske enheder i 1960'erne, så der var en diskontinuitet i nummereringssystemet for drivstoffets geometri.[kilde mangler]

### Cordite N
En vigtig udvikling under Anden Verdenskrig var tilsætningen af et andet sprængstof, nitroguanidin, til blandingen for at danne trippelbaseret drivgas eller Cordite N og NQ. Formuleringerne var lidt forskellige til artilleri og flådebrug. Dette løste to problemer forbundet med de store flådekanoner monteret på den britiske flådes kapitalskibe : mundingsblink og mundingsslid. Nitroguanidin producerer store mængder nitrogen ved opvarmning, hvilket havde fordelen ved at reducere mundingsblink, og dets lavere brændingstemperatur reducerede i høj grad løbets slid.[kilde mangler]
N og NQ blev også udstedt i begrænsede mængder til ammunition brugt af de britiske 25-pdr og 5,5-tommer landbaserede artilleristykker.[kilde mangler]
Efter Anden Verdenskrig ophørte produktionen af dobbeltbasede drivmidler generelt. Triple-base drivmidler, N og NQ, var de eneste, der blev brugt i nye ammunitionsdesign, såsom patronerne til 105 mm felt og for 155 mm FH70.[kilde mangler]

## Fremstilling

### Britiske regeringsfabrikker
I Storbritannien blev cordit udviklet til militær brug ved Royal Arsenal af Abel, Dewar og Kellner, Woolwich, og produceret på Waltham Abbey Royal Gunpowder Mills fra 1889 og fremefter.
I begyndelsen af Første Verdenskrig var cordit i produktion hos Waltham Abbey Royal Gunpowder Mills og af syv andre leverandører (British Explosives Syndicate Ltd, Chilworth Gunpowder Company Ltd, Cotton Powder Company Ltd, Curtis's og Harvey Ltd, National Explosives Company Ltd, New Explosives Company Ltd og Nobels Explosive Company Ltd).. Eksisterende fabrikker blev udvidet og nye bygget især af Nobel's i Ardeer, HM Factory, Gretna, som skrævede grænsen mellem Skotland og England ved Gretna, og Royal Navy Cordite Factory, Holton Heath. En fabrik blev også etableret af den indiske regering i Nilgiris. Både Gretna- og Holton Heath corditfabrikkerne lukkede i slutningen af Første Verdenskrig.[kilde mangler]
Ved begyndelsen af Anden Verdenskrig var Holton Heath genåbnet, og en ekstra fabrik for Royal Navy, The Royal Navy Propellant Factory, Caerwent, åbnede i Caerwent i Wales. En meget stor Royal Ordnance Factory, ROF Bishopton, blev åbnet i Skotland for at fremstille cordit til den britiske hær og Royal Air Force. En ny corditfabrik i Waltham Abbey og yderligere to ROF'er - ROF Ranskill og ROF Wrexham - blev også åbnet. Cordit produceret på disse fabrikker blev sendt til påfyldningsfabrikker for påfyldning af ammunition.[kilde mangler]

### MoS Agency Fabrikker og ICI Nobel i Anden Verdenskrig
Den britiske regering oprettede yderligere corditfabrikker, ikke under Royal Ordnance Factory-kontrol, men som agenturfabrikker, der drives på vegne af forsyningsministeriet (MoS). ICI Nobels virksomhed i Ardeer blev i 1939 bedt om at bygge og drive seks fabrikker i det sydlige Skotland. Fire af disse seks var involveret i fremstilling af cordit eller skydevåbens drivmiddel. Værkerne hos MoS Drungans (Dumfries) producerede skydebomuld, der blev omdannet til cordit ved MoS Dalbeattie (trippelbaseret cordit) og hos MoS Powfoot (monobase granuleret skydebomuæd til håndvåben). Et mindre sted ved Girvan, South Ayrshire, nu besat af Grants destilleri, producerede cordit og TNT. ICI Ardeer-stedet havde også en mølkugleforsvundet regeringsejet corditfabrik fra Første Verdenskrig.
35% af britisk cordit produceret mellem 1942 og 1945 kom fra Ardeer og disse agenturfabrikker. ICI drev et lignende værk i Deer Park (som også til forveksling var kendt som Ardeer efter den tilstødende forstad) nær Melbourne i Australien og i Sydafrika.

### Oversøiske forsyninger
Yderligere kilder til drivmiddel blev også søgt fra det britiske Commonwealth under både 1. og 2. verdenskrig. Canada, Sydafrika og Australien havde ICI-ejede fabrikker, der især leverede store mængder cordit.[kilde mangler]

#### Første Verdenskrig
Canadian Explosives Limited blev skabt i 1910 for at producere cordit til rifler, ved dets fabrik ved Beloeil, Quebec, til Quebecs Arsenal. I november 1915 havde produktionen udvidet til at producere 159,000 kg cordit om måneden til Imperial Munitions Board.
Imperial Munitions Board oprettede en række yderligere sprængstoffabrikker i Canada. Det byggede British Cordite Ltd fabrikken i Nobel, Ontario, i 1916/1917 for at producere cordit. Produktionen startede i midten af 1917.
Canadian Explosives Limited byggede endnu en corditfabrik i Nobel, Ontario. Arbejdet startede i februar 1918 og blev afsluttet den 24. august 1918. Fabrikken blev designet til at producere 681.000 kg cordit om måneden.
Fabrikker, specielt "tung industri" (Long og Marland 2009) var vigtige for leveringen af ammunition. Corditfabrikker beskæftigede typisk kvinder (Cook 2006), som satte deres liv på spil, da de pakkede granaterne.[kilde mangler]

## Produktionsmængder
Store mængder cordit blev fremstillet under begge verdenskrige til brug for militæret.

### Før 1. Verdenskrig
Før 1. Verdenskrig blev det meste cordit brugt af den britiske regering produceret på dens egne fabrikker. Umiddelbart før 1. Verdenskrig blev der produceret mellem 6.000 og 8.000 tons cordit om året i Storbritannien af private producenter; mellem 1.000 og 1.500 tons om året blev fremstillet af Nobel's Explosives i Ardeer. Imidlertid havde den private industri kapacitet til at producere omkring 10.000 tons om året, hvor Ardeer var i stand til at producere omkring 3.000 tons af dette.

### Første Verdenskrig
Ved starten af 1. Verdenskrig blev den private industri i Storbritannien bedt om at producere 16.000 tons cordit, og alle virksomhederne begyndte at ekspandere. HM Factory, Gretna, den største drivmiddelfabrik i Storbritannien, som åbnede i 1916, producerede i 1917 812 tons Cordite RDB om ugen. Royal Navy havde sin egen fabrik på Holton Heath.
I 1910 producerede Canadian Explosives Limited 1.362 kg riffel cordit om måneden på sin Beloeil fabrik, til Quebecs Arsenal. I november 1915 var produktionen blevet udvidet til 159.000 kg cordit om måneden (ca. 1.900 tons om året). Canadian Explosives Limited cordit-fabrikken i Nobel, Ontario, blev designet til at producere 681 ton cordit om måneden (ca. 8.170 tons om året).[kilde mangler]

### Mellemkrigstiden
HM Factory, Gretna, og Royal Navy Cordite Factory, Holton Heath, lukkede begge efter krigens afslutning, og Gretna-fabrikken blev nedbrudt. Dette efterlod Waltham Abbey og Ardeer fabrikkerne i produktion.[kilde mangler]

### Anden Verdenskrig
Som nævnt ovenfor fik den britiske regering, ud over sine egne faciliteter, ICI Nobel til at oprette en række agenturfabrikker, der producerede cordit i Skotland, Australien, Canada og Sydafrika.[kilde mangler]

## Citater
1. 1 2  Brown 1999, Chapter 17
2. ↑  Coster-Mullen, John (2012). Atom Bombs: The Top Secret Inside Story of Little Boy and Fat Man. Waukesha, Wisconsin: J. Coster-Mullen. OCLC 298514167.
3. ↑  Watters, Daniel, "The Great Propellant Controversy", The Gun Zone, arkiveret fra originalen 22. juli 2013, hentet 30. november 2009
4. ↑  Tucker, Spencer C. (2013). Almanac of American Military History. Santa Barbara, CA: ABC-CLIO. s. 1170. ISBN 9781598845303.
5. ↑  "The Schultz White Gunpowder". Scientific American. Hentet 17. april 2022.
6. ↑  "Schultze powder – Big Chemical Encyclopedia". chempedia.info. Hentet 17. april 2022.
7. ↑  "No text – Big Chemical Encyclopedia". chempedia.info. Hentet 17. april 2022.
8. ↑  Hogg OFG, 'Artillery: Its Origin, Heyday and Decline', Hurst & Company, London, 1989
9. ↑  http://www.aeragon.com/o/me/ni.html#ecpowder Arkiveret 26 November 2022 hos  Wayback Machine Aeragon Site Index > Ordnance > Military Explosives > Nitrocellulose > EC Powder
10. ↑  Bergman, Yoel (2009). "Paul Vieille, Cordite & Ballistite". Icon. 15: 40-60. ISSN 1361-8113. JSTOR 23787093.
11. ↑  Bergman, Yoel (2017-10-20). "Fair Chance and not a Blunt Refusal: New Understandings on Nobel, France, and Ballistite in 1889". Vulcan. 5 (1): 29-41. doi:10.1163/22134603-00501003. ISSN 2213-4603.
12. ↑  Bergman, Yoel (2011). "Alfred Nobel, Aniline and Diphenylamine". Icon. 17: 57-67. ISSN 1361-8113. JSTOR 23789960.
13. 1 2  Schuck & Sohlman 1929
14. 1 2  Schuck & Sohlman 1929, Appendix I: Alfred Nobel's English lawsuit. Mr justice Romer's judgment in the "Cordite Case"
15. ↑  Carlberg, Ingrid (2019). Nobel: Den gåtfulle Alfred, hans värld och hans pris (svensk). Stockholm: Norstedts. ISBN 978-91-1-306939-5.
16. ↑  Britannica, The Editors of Encyclopaedia. "cordite". Encyclopedia Britannica, 13 Apr. 2017, https://www.britannica.com/technology/cordite Arkiveret 29 December 2021 hos  Wayback Machine. Læst 29. december 2021.
17. ↑  Example : BL 6-inch Mk VII gun : 20 lb cordite Mk I, 23 lb cordite MD. Table 8 in Treatise on Ammunition 1915.
18. 1 2 3 4  Ministry of Munitions of War
19. ↑  Zukas (2002)
20. ↑  Hogg (1970)
21. ↑  Ministry of Munitions (1922)
22. ↑  Cocroft 2000, Gazetteer
23. 1 2 3 4 5  Reader 1975, Chapter 14: "Warlike Supply"
24. 1 2  Reader 1975, Chapter 15: "War Production"
25. 1 2 3  Carnegie (1925).
26. ↑  Neushul, Peter (1989). "Seaweed for War: California's World War I Kelp Industry". Technology and Culture. 30 (3): 561-583. doi:10.2307/3105951. ISSN 0040-165X. JSTOR 3105951. S2CID 111835074.
27. ↑  "Royal Naval Cordite Factory at Holton Heath, Wareham St. Martin – Dorset (UA) | Historic England". historicengland.org.uk. Hentet 12. april 2022.

## Eksterne links
- Ammunition
- Sausalito News 2. juni 1917 – California Digital Newspaper Collection